# Chiesa di San Giovanni Battista (Dossena)
La chiesa di San Giovanni Battista è la parrocchiale di Dossena, in provincia e diocesi di Bergamo; fa parte del vicariato di San Giovanni Bianco-Sottochiesa.

## Storia

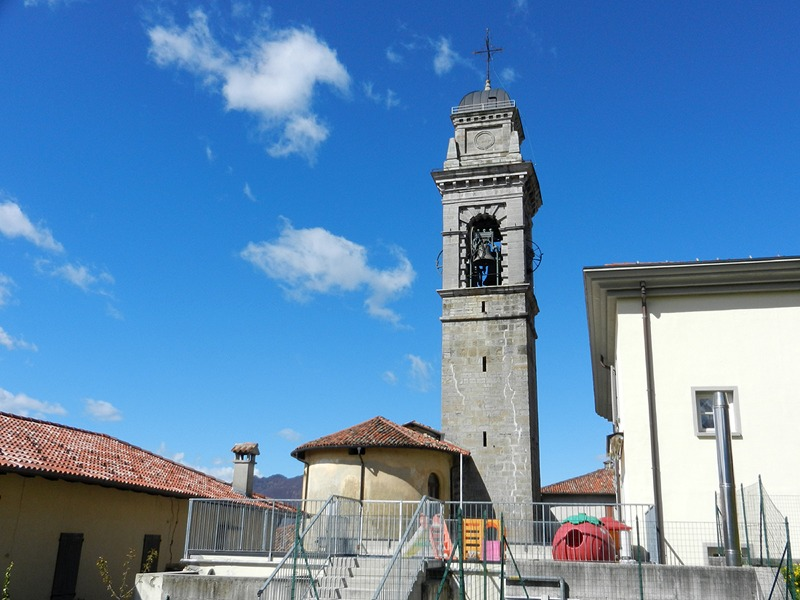
Il campanile

Sembra che la prima comunità cristiana di Dossena si fosse formata nel IV secolo e che la prima chiesa fosse stata edificata nel VII secolo, dedicata a san Giovanni Battista perché chiesa battesimale.

È accertato che la pieve di Dossena esistesse già verso l'anno 1000, sebbene la prima citazione che ne attesta la presenza risalga al XIII secolo.

Dalla nota ecclesiarum fatta redigere nel 1360 da Bernabò Visconti si apprende che questa pieve aveva, come filiali, le chiese di Santi Giacomo e Alessandro di Lepreno, San Giovanni Bianco, San Martino in Valnegra, San Bartolomeo Apostolo di Ubiale, San Lorenzo di Fondra, San Pietro d'Orzio, San Gallo nell'omonima borgata e Sant'Ambrogio della Costa assieme a San Pietro Apostolo di Sambusita e a Sant'Andrea Apostolo di Bracca.

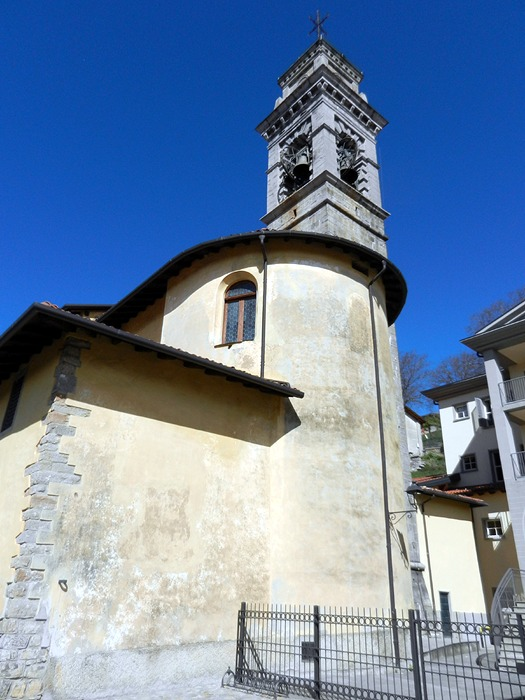
L'abside e il campanile

Nel 1190 la chiesa di San Giacomo e Sant'Alessandro di Lepreno e successivamente nel 1498 la chiesa di San Martino Oltre la Goggia di Piazza Brembana furono erette a pieve autonome e divennero loro filiali alcune chiese che, fino al quel momento, lo erano state di Dossena.
 La pieve venne ricostruita nel XVI secolo e consacrata nel 1549 dal vescovo Vittore Soranzo.
Nel 1568 la pieve foraniale di Dossena fu trasformata in vicariato, come stabilito dal concilio provinciale nel 1565.
Nel 1575 l'arcivescovo di Milano san Carlo Borromeo annotò durante la sua visita pastorale che nella parrocchiale di Dossena si trovavano cinque altari e che i fedeli erano circa 360.
 Tra il 1633 e il 1646 fu eretto il campanile. Grazie a un documento datato 1663 si conosce che le parrocchie comprese nel vicariato di Dossena erano Lepreno, Zambla, Zorzone, Oltre il colle, Frerola, Serina, Pagliaro, Cornalba e Bagnella.
Nell'elenco delle chiese comprese nella diocesi di Bergamo stilato nel 1666 dal cancelliere Marenzi si legge che nella pieve di Dossena avevano sede le scuole del Nome di Dio, Santissimo Sacramento e del Rosario
 La parrocchiale è frutto di un importante rifacimento condotto tra il 1704 e il 1709; la facciata fu realizzata nel 1812.
Il 10 gennaio 1878 la vicaria di Dossena venne soppressa e sostituita da quella di Serina.
Nel 1970 la facciata subì un restauro; il 28 giugno 1971 la chiesa passò alla neo-costituita zona pastorale V, per poi essere aggregata il 27 maggio del 1979 al vicariato di San Giovanni Bianco-Sottochiesa.

## Descrizione

### Interno

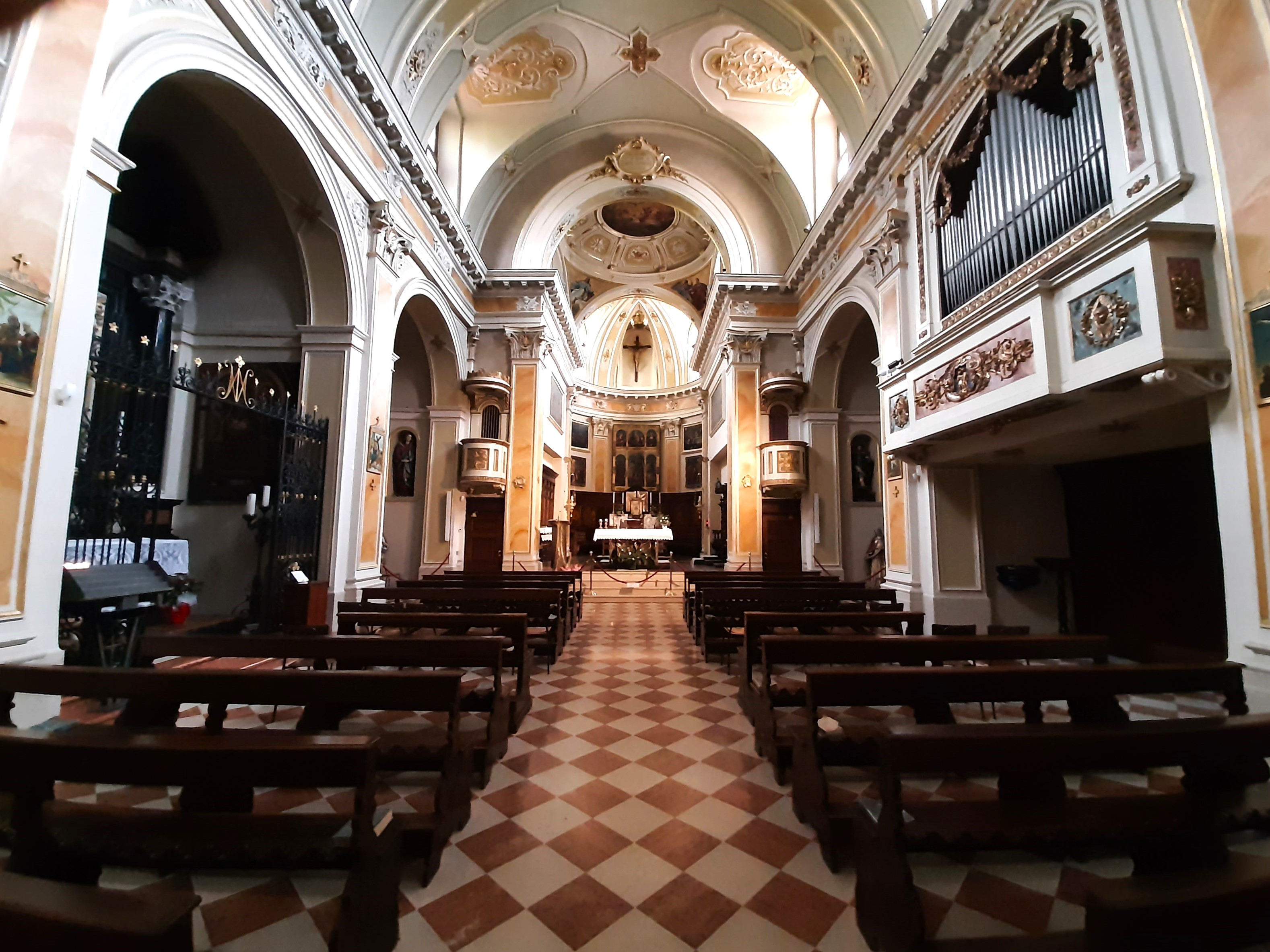
Aula chiesa di San Giovanni

L'interno si compone di una unica navata divisa in quattro campate da lesene poggianti su basamenti e terminanti con capitelli d'ordine corinzio sorreggenti la trabeazione con cornicione su cui s'imposta la volta a botte. L'aula è illuminata da quattro finestre poste sopra il cornicione. Il battistero è collocato ella prima campata a sinistra mentre in corrispondenza sul lato destro vi è un altare anticamente indicato come altare maggiore. L'altare intitolato alla Madonna del Rosario,  posto sul lato destro, ospita il polittico della Madonna del Rosario, eseguito da Francesco Rizzo da Santacroce. Del medesimo artista è il polittico di San Giovanni Battista posto come pala dell'altare maggiore; un'altra opera di pregio è la pala raffigurante la Decollazione di San Giovanni Battista, dipinta da Paolo Veronese nel 1575.